# 경상고등학교 (대구)
경상고등학교(慶尙高等學校)는 대한민국 대구광역시 북구 복현동에 있는 사립 고등학교이다.

## 학교 연혁
- 1972년 10월 6일 : 학교법인 경희교육재단 설립인가, 설립자 권희태
- 1974년 10월 5일 : 백순애 이사장  취임
- 1984년 11월 27일 : 경상고등학교 설립 인가(36학급)
- 1985년 2월 1일 : 초대 권오갑 교장 취임
- 1985년 3월 2일 : 제1회 입학식(696명)
- 1985년 5월 25일 : 개교식 거행
- 1988년 2월 12일 : 제1회 졸업식(661명)
- 1995년 11월 23일 : 체육관(희원관) 준공
- 2002년 7월 15일 : 문헌정보관 개관 (2001. 12. 26. 준공)
- 2005년 2월 23일 : 정보과학관 준공
- 2010년 11월 20일 : 인조잔디구장 및 우레탄트랙 개장식
- 2013년 2월 7일 : 제26회 졸업식 거행(380명)
- 2014년 1월 25일 : 경상 학숙(기숙사) 준공
- 2020년 9월 1일 : 제8대 안중광 교장 취임

## 참고 자료
- 경상고등학교 - 한국교육학술정보원 학교알리미